# مرتع بلاغ
مرتع بلاغ، روستایی از توابع بخش مرکزی شهرستان همدان  در استان همدان ایران است.

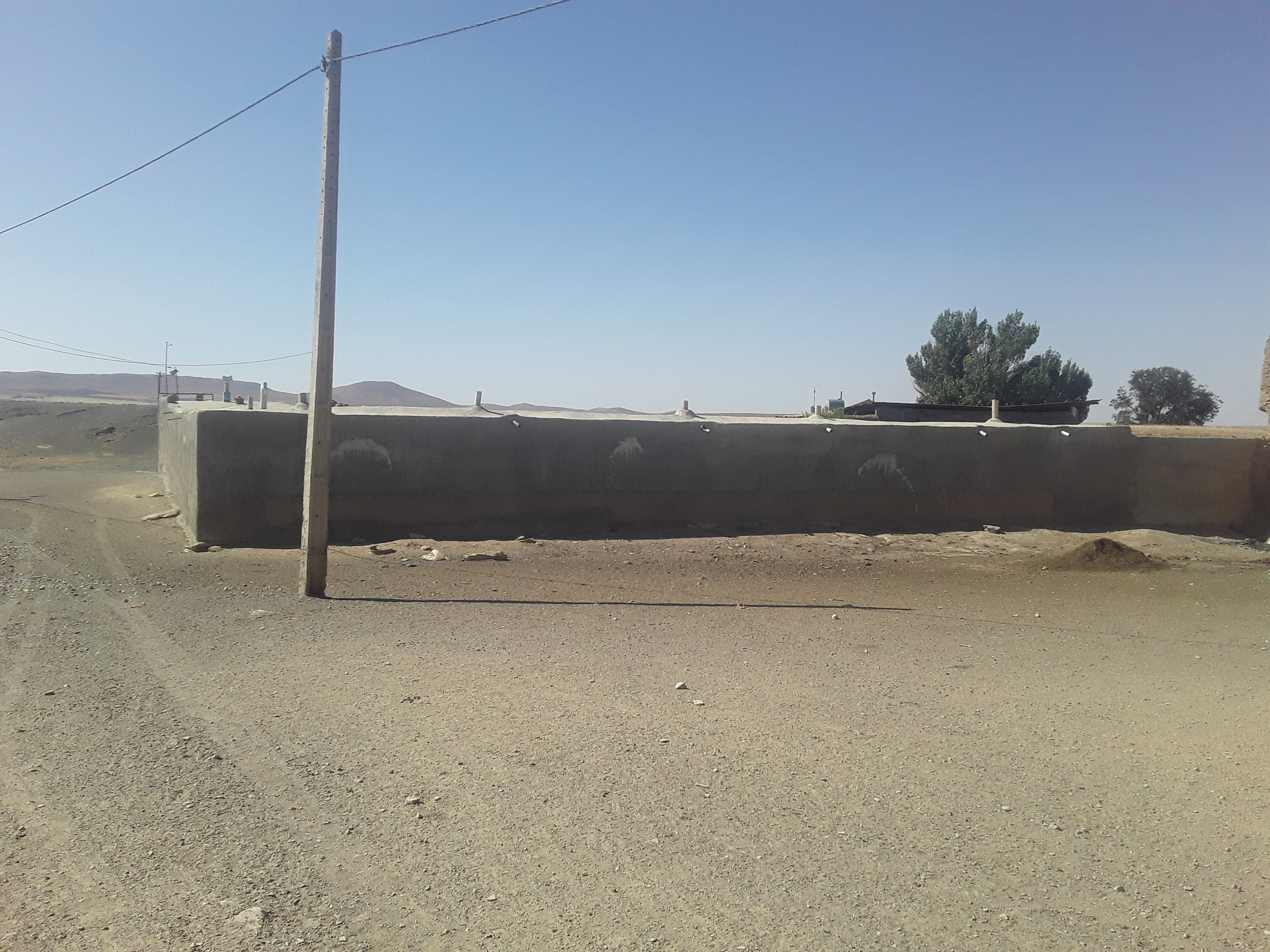
روستای مرتع بلاغ

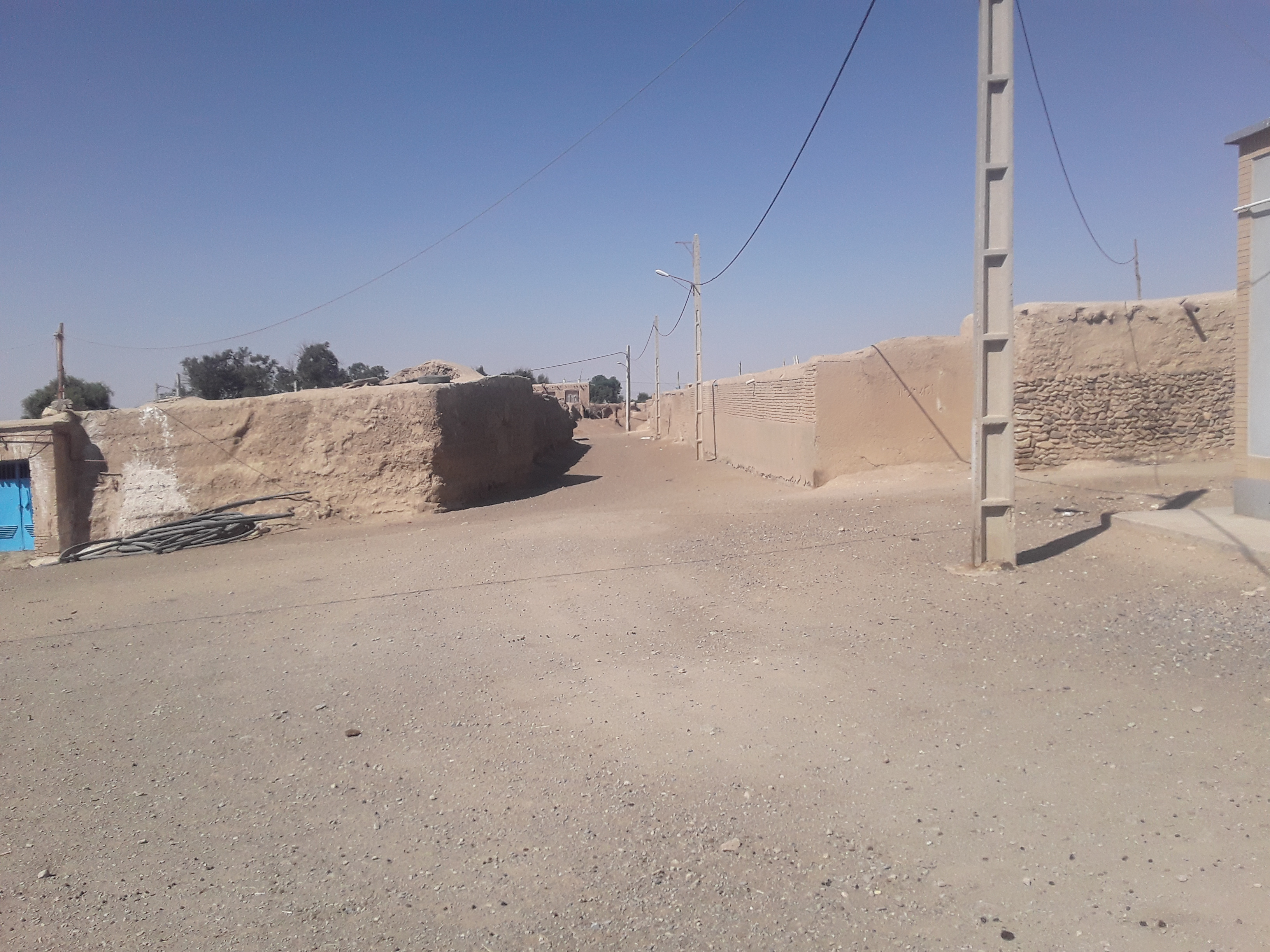

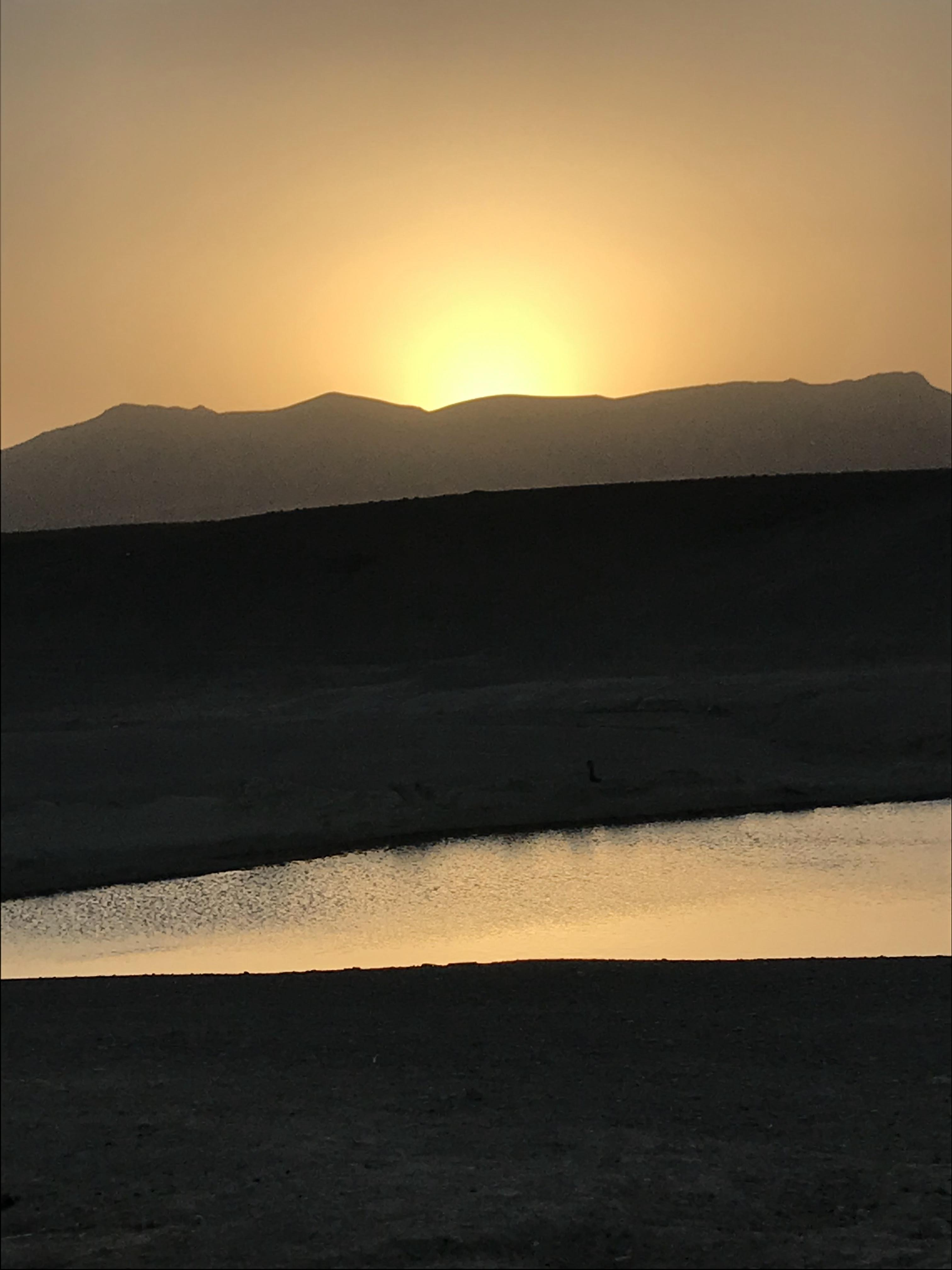
کوه و چشمه روستا

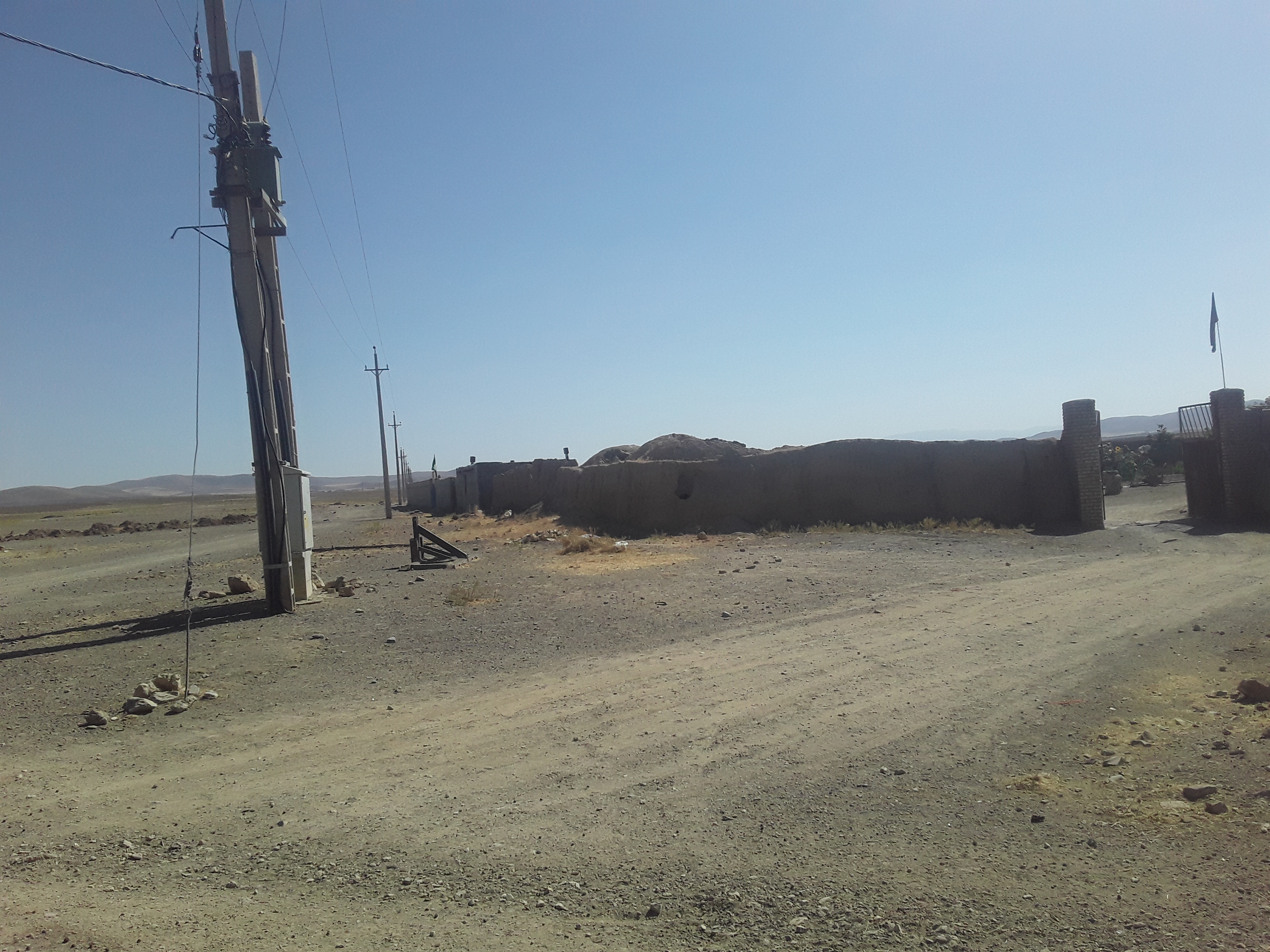
تصویری از روستای مرتع بلاغ

نام این روستا سال ها پیش شاه بداغ ( به زبان ترکی و نام انتخابی در زمان پهلوی ) نام داشت معنی این نام درخت تنومند است که این نام بنا به دلایلی از سوی دولت فعلی ایران رد شد و نام مرتع بلاغ یعنی درخت بلند نام گرفت.
همچنین دلیل نام گذاری ها برای این روست درختی بسیار کهن و قدیمی بود که در این روستا وجود داشت ولی متاسفانه این درخت توسط اهالی محلی قطع و فروخته شد.
از محصولات این روستا می توان به انگور،شیره،گردو و گندم همچنین لبنیات و پشم گوسفندان اشاره کرد.

## جمعیت
این روستا در دهستان سنگستان قرار دارد و براساس سرشماری مرکز آمار ایران در سال ۱۳۹۵، جمعیت آن ۵۳ نفر (۱۳خانوار) بوده‌است.

## چشمه

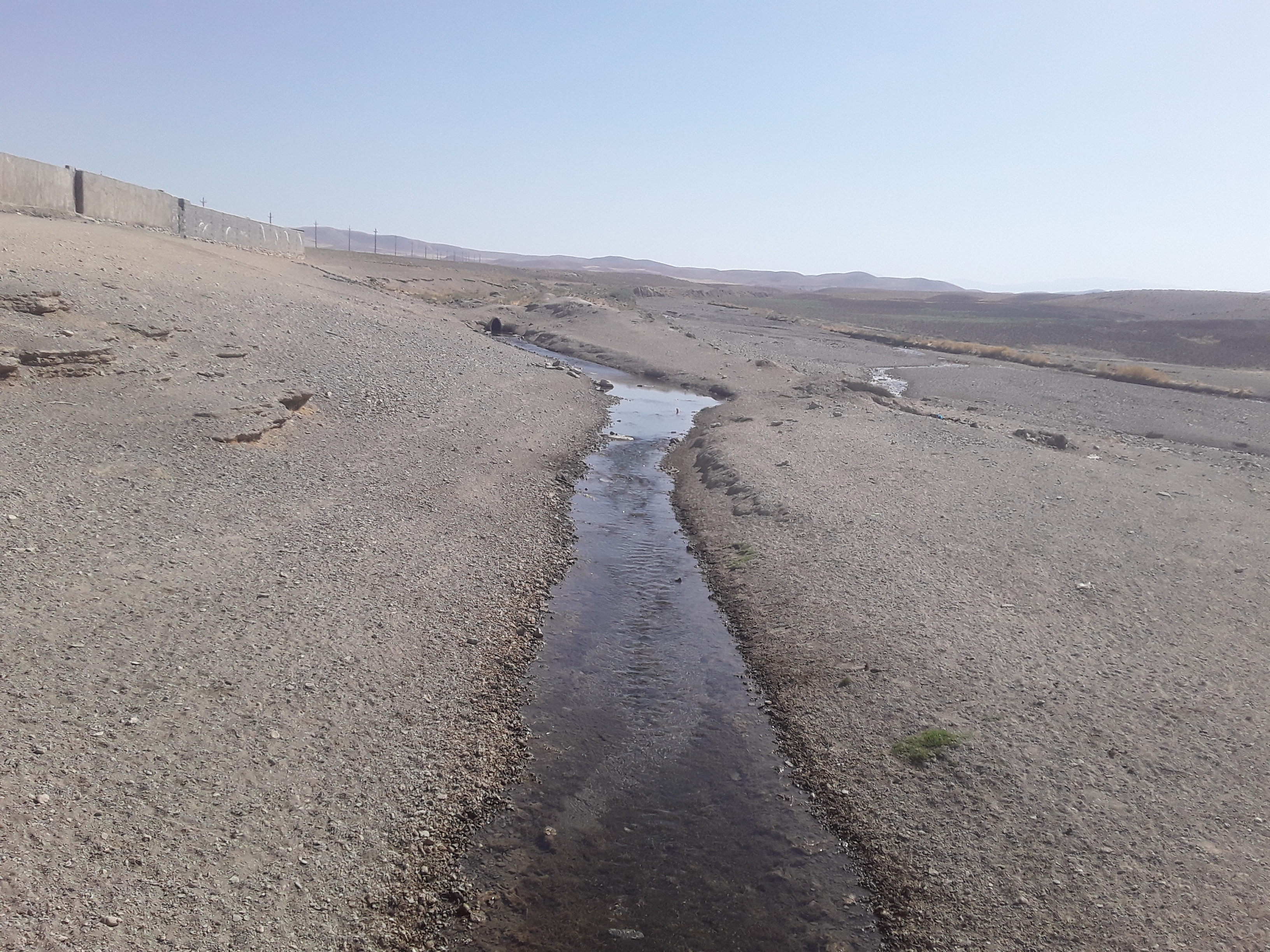
چشمه طبیعی روستای مرتع بداغ

این روستا دارای یک چشمه طبیعی می باشد . که منشا اصلی آب شرب مردم روستا،تغذیه حیوانات و مصارف شخصی و آبیاری باغ ها بوده است.

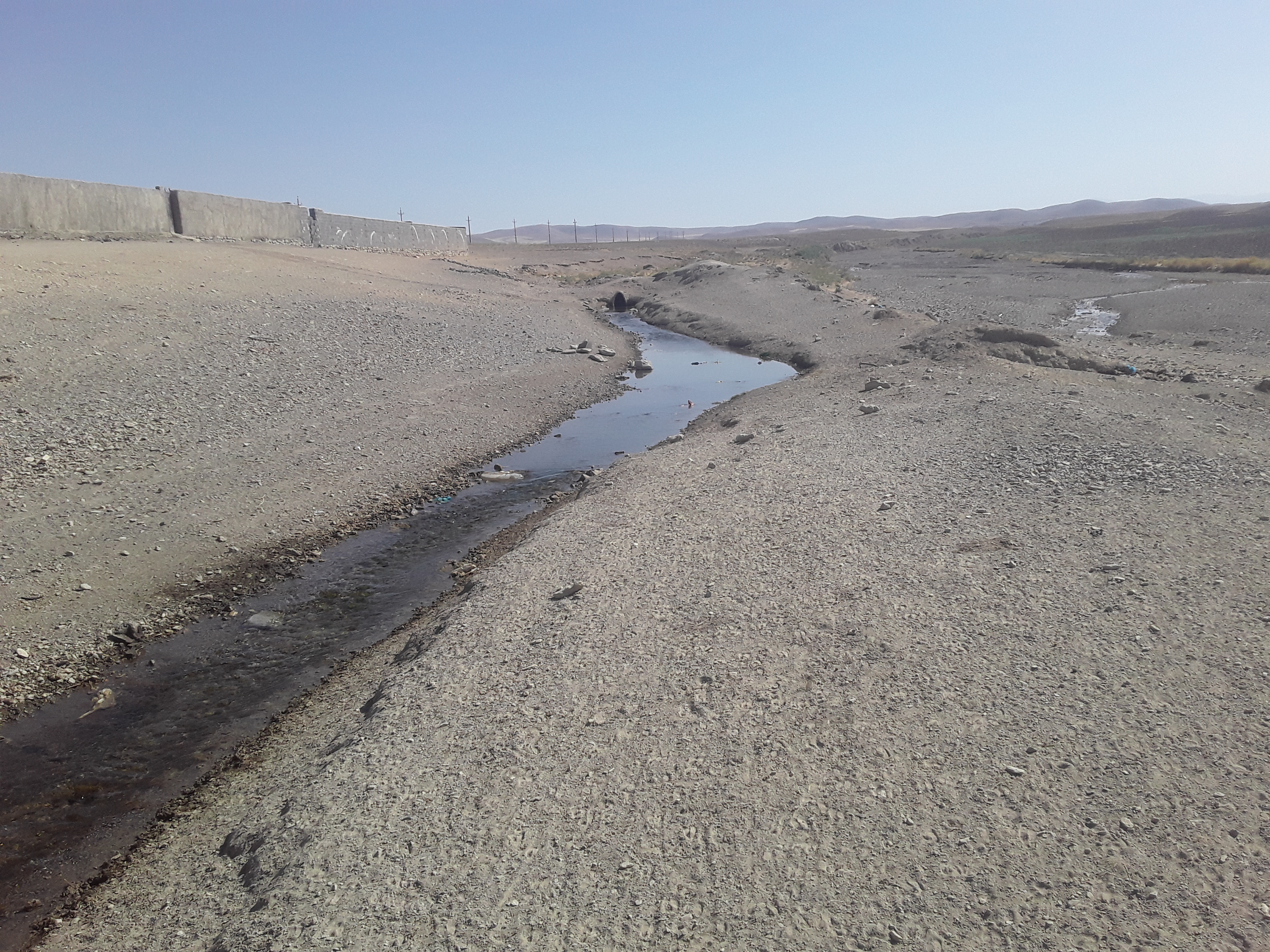

## مدرسه

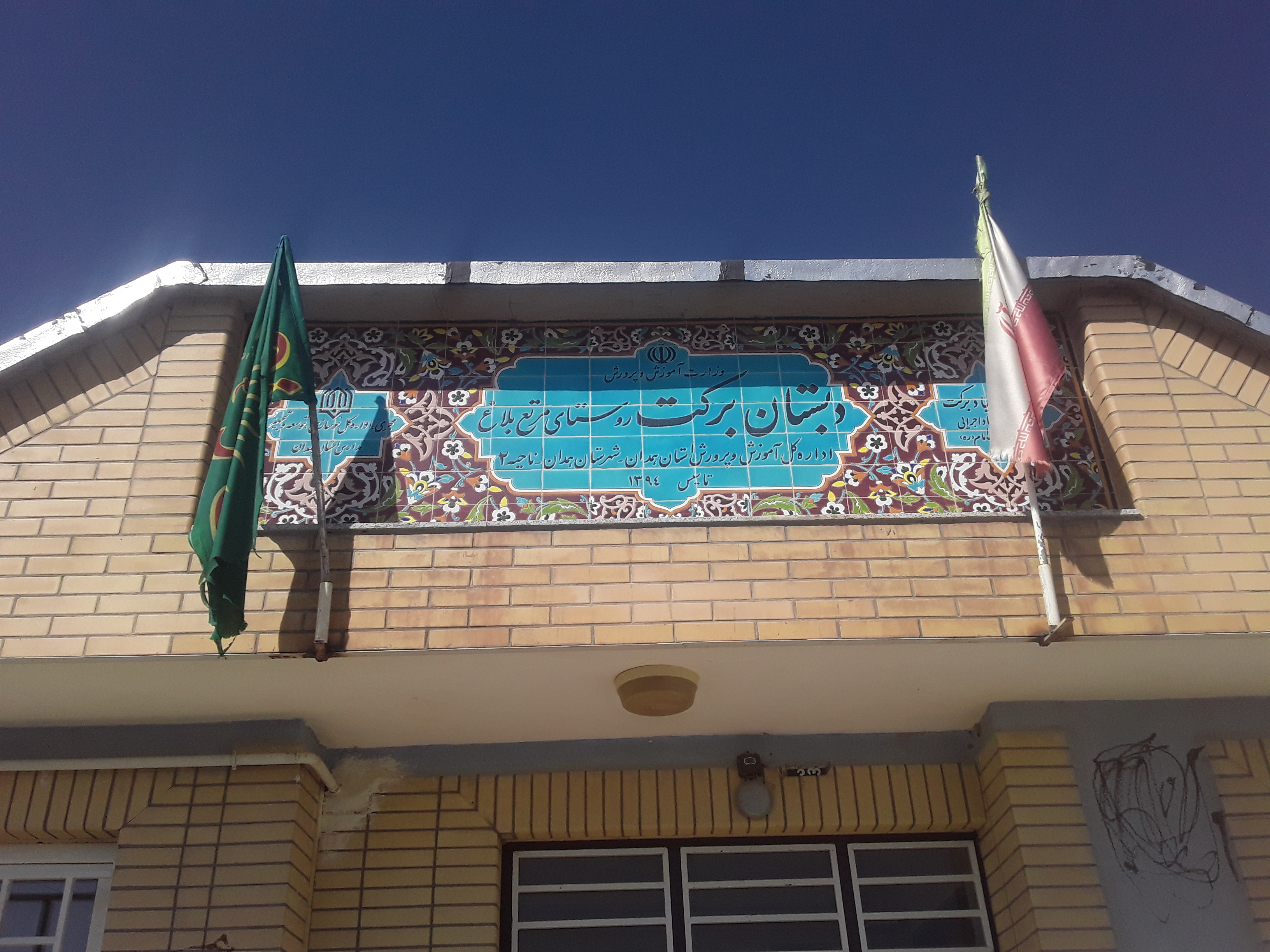

این روستا دارای یک مدرسه به نام دبستان برکت است که کودکان این روستا می توانند از کلاس اول تا کلاس ششم در یک کلاس به صورت همگانی در این مدرسه درس بخوانند.سطح سواد آموزشی به دانش آموزان در سطح بسیار پایینی می باشد. این روستا دارای یک معلم از استان همدان که به صورت سالانه عوض می شود.